# Kong (góry)

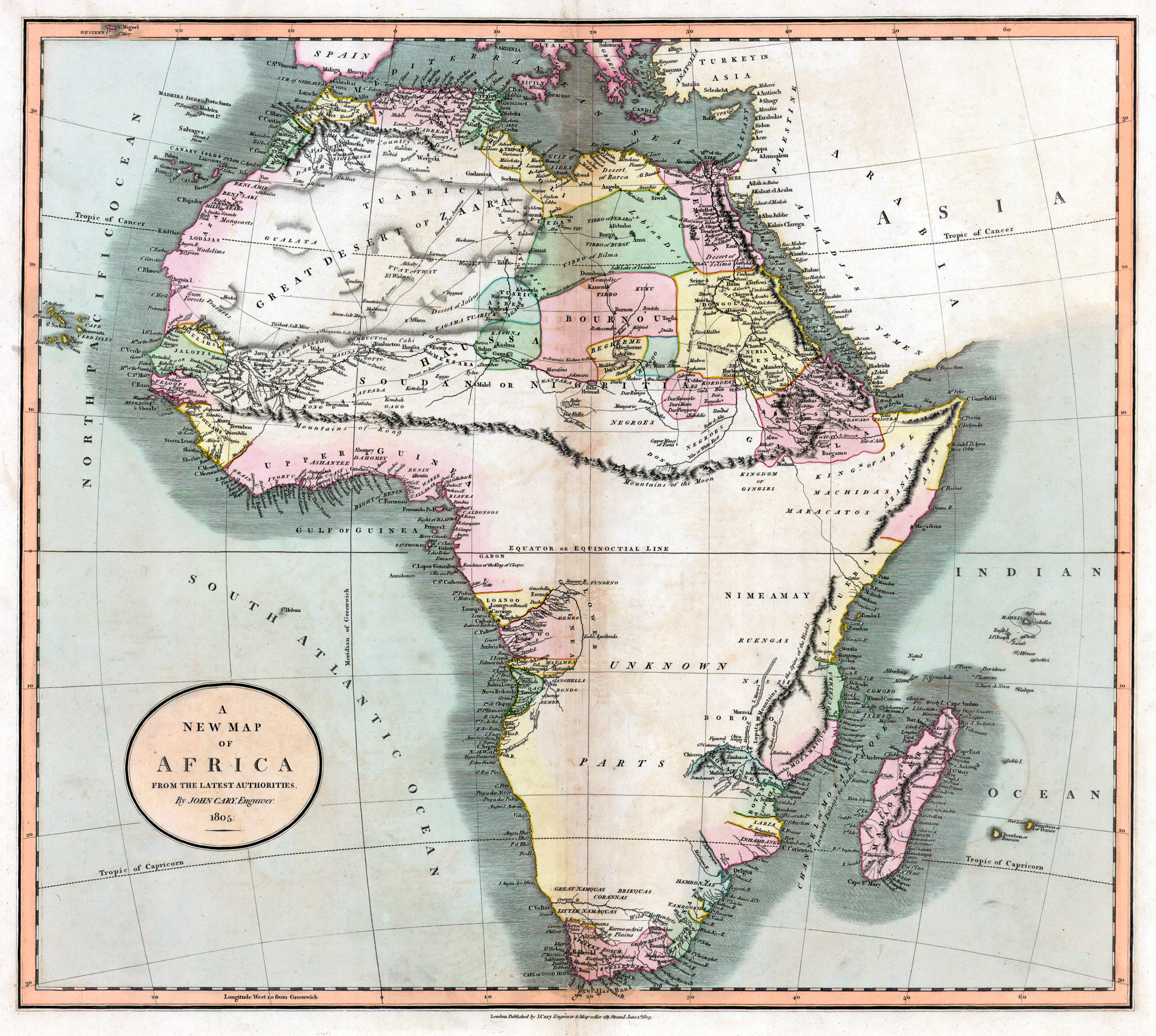
Mapa Afryki z 1805 przedstawiająca góry Kong

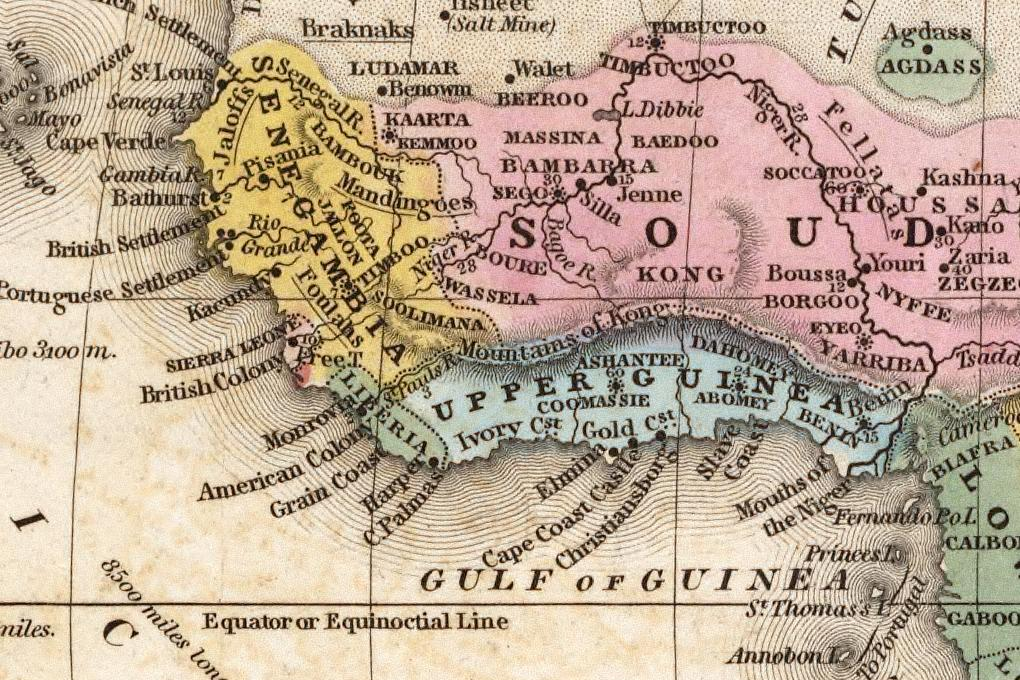
Góry Kong na mapie Afryki Zachodniej z 1839

Kong (ang. Mountains of Kong) – nieistniejące w rzeczywistości pasmo górskie, umieszczone omyłkowo na mapach Afryki w 1798 roku i uważane za naprawdę istniejące do lat 90. XIX wieku. Łańcuch gór Kong miał ciągnąć się przez całą Afrykę Zachodnią, oddzielając region Gwinei od wnętrza kontynentu (Sudanu), łącząc się dalej na wschodzie z również nieistniejącym pasmem Gór Księżycowych.
Góry Kong pojawiły się po raz pierwszy na mapie angielskiego kartografa Jamesa Rennella, towarzyszącej książce Travels in the Interior Districts of Africa z opisem wyprawy Mungo Parka po Afryce. Pasmo pojawiło się wkrótce na kolejnych mapach: w 1804 roku na niemieckiej mapie Johanna Reineckego (jako Gebirge Kong), a w rok później na mapie Johna Cary'ego, który połączył je po raz pierwszy z Górami Księżycowymi.
W polskiej literaturze góry Kong wspomina m.in. Rys geografii powszechnej z 1846 roku ("GÓRY. PASMA GÓR. Trzy, jak się zdaje, są główne: Atlas w Barbaryi, Góry Kong na południo-zachód Sudanu; Góry Księżycowe, na południo-zachód Abissynii.", str. 107-108), a także Krótki przegląd kuli ziemskiej...' jeszcze w 1901 roku.
Na pierwszych mapach góry Kong miały uniemożliwiać ujście rzeki Niger do Oceanu Atlantyckiego – Niger miał wysychać w obszarze bezodpływowym wewnątrz kontynentu. Na mapach z późniejszego okresu góry mają już krótszy przebieg, a Niger swobodnie uchodzi do Atlantyku – zgodnie z odkryciami Richarda i Johna Landerów.
Z czasem, mimo częściowego podważenia przebiegu gór, pasmo nadal pojawiało się, choć już na krótszym odcinku. Ogółem zidentyfikowano 40 map wydanych w latach 1798−1892, które przedstawiały góry Kong. Utrzymywanie się tych gór na mapie pomimo braku potwierdzenia ich istnienia można tłumaczyć tym, że XIX-wieczna kartografia „opierała się częściowo na nielogicznych czynnikach, takich jak estetyka, przyzwyczajenie czy potrzeba zapełnienia białych plam”.
Ostatecznie do wymazania tego fikcyjnego pasma górskiego doszło dzięki wyprawie francuskiego badacza Louisa Gustave'a Bingera, którego ekspedycja w latach 1887−1889 prowadziła badania nad rzeką Niger.
Omyłkowo nazwa gór pojawiła się jeszcze w 1928 roku w indeksie rzeczowym Bartholemew's Oxford Advanced Atlas oraz w 1995 roku w Goode's World Atlas.